# Шишковское сельское поселение (Тверская область)
Шишковское се́льское поселе́ние — упразднённое муниципальное образование в составе Бежецкого района Тверской области, существовавшее в 2005 — 2023 годах.
Административный центр — деревня Шишково-Дуброво.

## Географические данные
- Нахождение: восточная часть Бежецкого района
  - Граничит:
    - на севере — с Михайловогорским СП,
    - на востоке — с Филиппковским СП,
    - на юге — с Лаптихинским СП,
    - на западе — с Максатихинским районом, Пальчихинское СП и Зареченское СП.

Главная река — Вирица, приток Мологи.

По территории поселения проходит автодорога «Вышний Волочёк—Бежецк—Сонково» и железная дорога «Бологое — Сонково — Рыбинск».

## История
В XIII—XIV вв. территория поселения относилась к Бежецкому Верху Новгородской земли.
В XV веке присоединена к Великому княжеству Московскому.
С XVIII века территория поселения входила:
- в 1708—1727 гг. в Санкт-Петербургскую (Ингерманляндскую 1708—1710 гг.) губернию, Углицкую провинцию,
- в 1727—1775 гг. в Московскую губернию, Углицкую провинцию,
- в 1766 г. Бежецкий Верх переименован в Бежецкий уезд,
- в 1775—1796 гг. в Тверское наместничество, Бежецкий уезд,
- в 1796—1929 гг. в Тверскую губернию, Бежецкий уезд,
- в 1929—1935 гг. в Московскую область, Бежецкий район,
- в 1935—1990 гг. в Калининскую область, Бежецкий район,
- с 1990 в Тверскую область, Бежецкий район.

В середине XIX — начале XX века большинство деревень поселения относились к Константиновской волости Бежецкого уезда.
В 1930-40-е годы на территории поселения существовали Каблуковский, Княжихинский и Ушаковский сельсоветы Бежецкого района.
Статус и границы сельского поселения установлены Законом Тверской области от 28 февраля 2005 года № 18-зо «Об установлении границ муниципальных образований, входящих в состав территории муниципального образования Тверской области "Бежецкий район", и наделении их статусом городского, сельского поселения». Включило в себя территории Княжихинского и Шишковского сельских округов.
Законом Тверской области от 17 декабря 2015 года № 118-ЗО, были преобразованы, путём их объединения, Шишковское и Михайловогорское сельские поселения — в Шишковское сельское поселение.
Законом Тверской области от 13 апреля 2023 года № 15-ЗО муниципальное образование было упразднено с включением всех населённых пунктов в состав Бежецкого муниципального округа.

## Население
| 2002 | 2008 | 2010 | 2011 | 2012 | 2013 | 2014 |
| ---- | ---- | ---- | ---- | ---- | ---- | ---- |
| 466  | ↗510 | ↘391 | ↘389 | ↘365 | ↘344 | ↘325 |
| 2015 | 2016 | 2017 | 2018 | 2019 | 2020 | 2021 |
| ↘318 | ↘309 | ↗824 | ↘798 | ↘747 | ↘745 | ↘436 |

Национальный состав: русские.

## Населённые пункты
В состав сельского поселения входят 35 населённых пунктов:
| №  | Населённый пункт | Тип                     | Население |
| -- | ---------------- | ----------------------- | --------- |
| 1  | Алексеевское     | деревня                 | 1         |
| 2  | Большая Каменка  | деревня                 | ↘1        |
| 3  | Большая Косиха   | деревня                 | 23        |
| 4  | Большой Бор      | деревня                 | ↘16       |
| 5  | Викторово        | деревня                 | 6         |
| 6  | Викторово        | железнодорожная станция | 29        |
| 7  | Еськи            | село                    | ↘99       |
| 8  | Загорье          | деревня                 | 8         |
| 9  | Закрупье         | деревня                 | ↘7        |
| 10 | Каблуково        | деревня                 | 30        |
| 11 | Княжиха          | село                    | ↘82       |
| 12 | Ковезиха         | деревня                 | 1         |
| 13 | Константиново    | село                    | ↘89       |
| 14 | Костюшино        | село                    | ↘5        |
| 15 | Красноселка      | деревня                 | 8         |
| 16 | Крупское         | деревня                 | ↘1        |
| 17 | Кутани           | деревня                 | ↘1        |
| 18 | Липа             | деревня                 | 0         |
| 19 | Малая Каменка    | деревня                 | ↘5        |
| 20 | Малая Косиха     | деревня                 | 1         |
| 21 | Малые Сиверицы   | деревня                 | 1         |
| 22 | Малый Бор        | деревня                 | ↘17       |
| 23 | Михайлова Гора   | деревня                 | ↘150      |
| 24 | Михалиха         | деревня                 | ↘11       |
| 25 | Никифорцево      | деревня                 | ↗12       |
| 26 | Обенощи          | деревня                 | →1        |
| 27 | Поляково         | деревня                 | →0        |
| 28 | Раменье          | деревня                 | ↗21       |
| 29 | Ромачево         | деревня                 | →0        |
| 30 | Сальниково       | деревня                 | →0        |
| 31 | Слатино          | деревня                 | →0        |
| 32 | Ушаково          | деревня                 | 0         |
| 33 | Чирцово          | деревня                 | →0        |
| 34 | Шишково          | посёлок                 | 17        |
| 35 | Шишково-Дуброво  | деревня                 | ↘89       |

### Упразднённые населённые пункты
В 1998 году исключены из учётных данных деревни Большие Сиверицы, Вороны, Кононово, Тарбаиха, посёлок Карьер.

Ранее исчезли деревни: Высочка, Гнездово, Козичино, Мухино, Остров, Сабуриха, Савино, Субботиха, Торотово, Фалейка и другие.
Деревня Новое Село присоединена к деревне Красноселка.

## Экономика
Основные сельхозпредприятия — СПК «Знамя» (Княжиха) и СПК «Заветы Ильича» (Константиново).

## Известные люди
В ныне не существующей деревне Субботиха родился Герой Советского Союза Григорий Дмитриевич Васильев.